# Scymnodes lividigaster
Scymnodes lividigaster är en skalbaggsart som först beskrevs av Étienne Mulsant 1853.  Scymnodes lividigaster ingår i släktet Scymnodes och familjen nyckelpigor. Inga underarter finns listade i Catalogue of Life.